# ليزلي كولمان
ليزلي كولمان هو عالم فيروسات وعالم حشرات كندي، ولد في 16 يونيو 1878، وتوفي في 14 سبتمبر 1954.